# Kan-Quillen-Modellstruktur
Die Kan-Quillen-Modellstruktur ist im mathematischen Teilgebiet der Höheren Kategorientheorie eine spezielle Modellstruktur auf der Kategorie der simplizialen Mengen. Diese besteht aus einer Auswahl von drei Klassen an Morphismen zwischen simplizialen Mengen, genannt Faserungen, Kofaserungen und schwachen Äquivalenzen, sodass die Eigenschaften einer Modellstruktur erfüllt sind. Ihre fasernden Objekte sind Kan-Komplexe und sie modelliert darüber hinaus die Homotopietheorie von CW-Komplexen bis auf schwache Homotopieäquivalenz, wobei die Korrespondenz zwischen simplizialen Mengen, Kan-Komplexen und CW-Komplexen durch die geometrische Realisierung und den singulären Funktor gegeben ist. Benannt ist die Kan-Quillen-Modellstruktur nach Daniel Kan und Daniel Quillen.

## Definition
Die Kan-Quillen-Modellstruktur ist gegeben durch:
- Faserungen sind Kan-Faserungen.[1]
- Kofaserungen sind Monomorphismen.[1][2]
- Schwache Äquivalenzen sind schwache Homotopieäquivalenzen,[1] also die Morphismen simplizialer Mengen, deren geometrische Realisierung eine schwache Homotopieäquivalenz zwischen CW-Komplexen ist.
- Triviale Kofaserungen sind die anodynen Erweiterungen.[3]

Die Kategorie der simplizialen Mengen {\displaystyle \mathbf {sSet} } mit der Kan-Quillen-Modellstruktur wird als {\displaystyle \mathbf {sSet} _{\mathrm {KQ} }} bezeichnet.

## Eigenschaften
- Fasernde Objekte der Kan-Quillen-Modellstruktur, also simpliziale Mengen {\displaystyle X}, für welche der terminale Morphismus {\displaystyle X\xrightarrow {!} \Delta ^{0}} eine Faserung ist, sind genau die Kan-Komplexe.[1]
- Kofasernde Objekte der Kan-Quillen-Modellstruktur, also simpliziale Mengen {\displaystyle X}, für welche der initiale Morphismus {\displaystyle \emptyset \xrightarrow {!} X} eine Kofaserung ist, sind alle simplizialen Mengen. (Dadurch vereinfacht sich insbesondere stark das Brownsche Lemma auf der Kan-Quillen-Modellstruktur.)
- Die Kan-Quillen-Modellstruktur ist eigentlich.[1][4] Das bedeutet, dass schwache Homotopieäquivalenzen bei Faserprodukten entlang ihrer Faserungen (also Kan-Faserungen) als auch bei Kofaserprodukten entlang ihrer Kofaserungen (also Monomorphismen) erhalten bleiben. Linkseigentlichkeit folgt direkt daraus, dass jedes Objekt kofasernd ist.[5]
- Die Kan-Quillen-Modellstruktur ist eine Cisinski-Modellstruktur und insbesondere kofasernd erzeugt. Kofaserungen (also Monomorphismen) werden erzeugt von Randinklusionen {\displaystyle \partial \Delta ^{n}\hookrightarrow \Delta ^{n}} und triviale Kofaserungen (also anodyne Erweiterungen) werden erzeugt von Horninklusionen {\displaystyle \Lambda _{k}^{n}\hookrightarrow \Delta ^{n}} (mit {\displaystyle n\geq 2} und {\displaystyle 0\leq k\leq n}).
- Schwache Homotopieäquivalenzen sind abgeschlossen unter endlichen Produkten.[6][7]
- Da die Joyal-Modellstruktur ebenfalls Monomorphismen als Kofaserungen hat[8] und jede schwache kategorielle Äquivalenz eine schwache Homotopieäquivalenz ist, erhält die Identität {\displaystyle \operatorname {Id} \colon \mathbf {sSet} _{\mathrm {KQ} }\rightarrow \mathbf {sSet} _{\mathrm {J} }} sowohl Kofaserungen als auch triviale Kofaserungen, sodass diese als linksadjungierter Funktor mit der Identität {\displaystyle \operatorname {Id} \colon \mathbf {sSet} _{\mathrm {J} }\rightarrow \mathbf {sSet} _{\mathrm {KQ} }} als rechtsadjungiertem Funktor eine Quillen-Adjunktion bildet.

## Lokale schwache Homotopieäquivalenz
Für eine simpliziale Menge {\displaystyle B} und einen Morphismus von simplizialen Mengen {\displaystyle f\colon X\rightarrow Y} über {\displaystyle B} (sodass Morphismen {\displaystyle p\colon X\rightarrow B} und {\displaystyle q\colon Y\rightarrow B} mit {\displaystyle p=q\circ f} existieren), sind die folgenden Bedingungen äquivalent:
- Für jeden {\displaystyle n}-Simplex {\displaystyle \sigma \colon \Delta ^{n}\rightarrow B} ist der induzierte Morphismus {\displaystyle \Delta ^{n}\times _{B}\sigma \colon \Delta ^{n}\times _{B}X\rightarrow \Delta ^{n}\times _{B}Y} eine schwache Homotopieäquivalenz.
- Für jeden Morphismus {\displaystyle g\colon A\rightarrow B} ist der induzierte Morphismus {\displaystyle A\times _{B}g\colon A\times _{B}X\rightarrow A\times _{B}Y} eine schwache Homotopieäquivalenz.

Ein solcher Morphismus wird lokale schwache Homotopieäquivalenz genannt.
- Jede lokale schwache Homotopieäquivalenz ist eine schwache Homotopieäquivalenz.[9]
- Wenn beide Morphismen {\displaystyle p} und {\displaystyle q} jeweils Kan-Faserungen sind und {\displaystyle f} eine schwache Homotopieäquivalenz, dann ist es auch eine lokale schwache Homotopieäquivalenz.[9]